# Leslie Ellis Beavis
Leslie Ellis Beavis, avstralski general, * 25. januar 1895, † 27. september 1975.